# 秋葉権現
秋葉権現（あきはごんげん）は秋葉山の山岳信仰と修験道が融合した神仏習合の神である。火防の霊験で広く知られ、近世期に全国に分社が勧請され秋葉講と呼ばれる講社が結成された。また、明治2年12月に相次いだ東京の大火の後に政府が建立した鎮火社（霊的な火災予防施設）においては、本来祀られていた神格を無視し民衆が秋葉権現を信仰した。その結果、周囲に置かれた延焼防止のための火除地が「秋葉ノ原」と呼ばれ、後に秋葉原という地名が誕生することになる。

## 秋葉権現の諸説

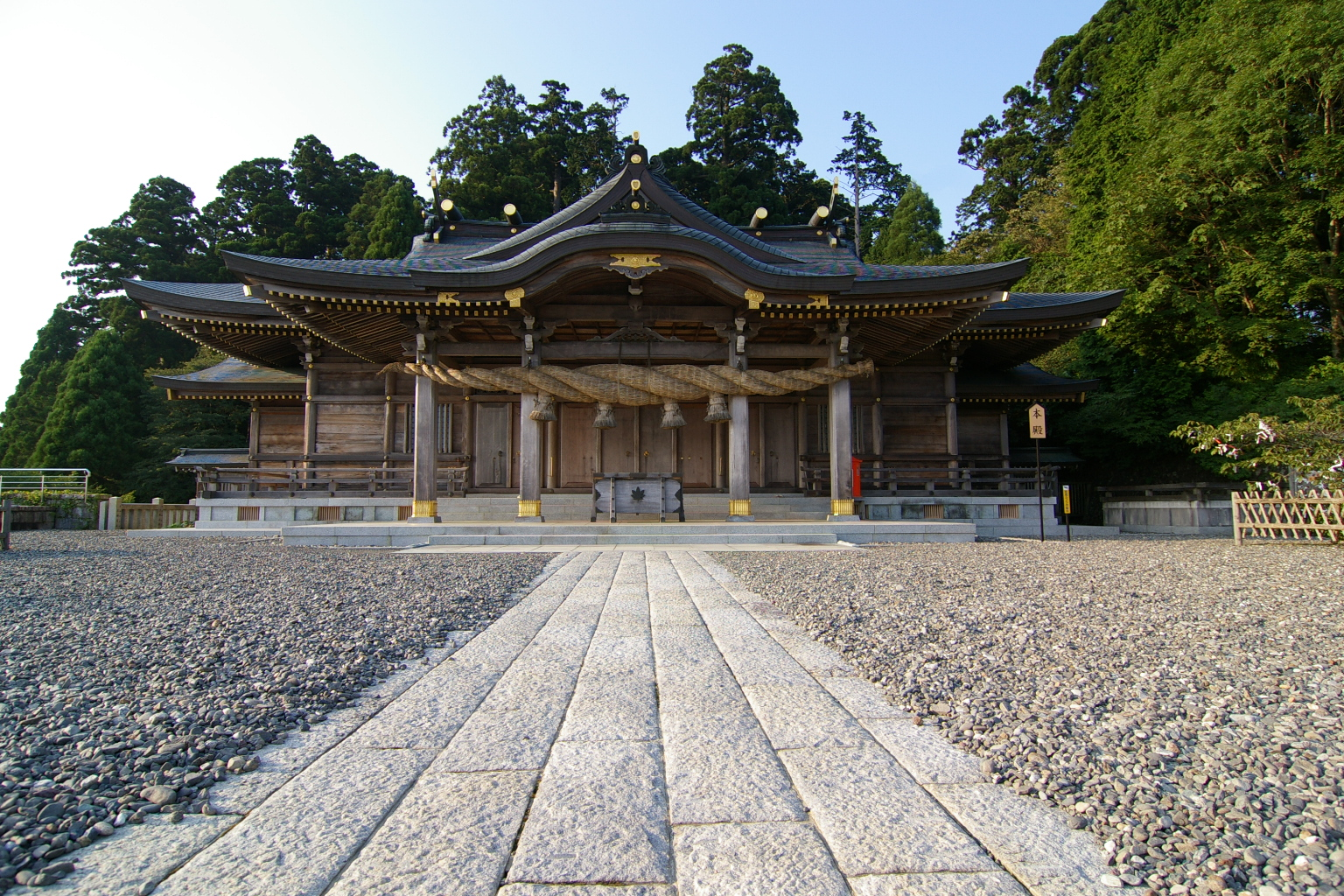
遠州の秋葉山本宮秋葉神社（静岡県浜松市）

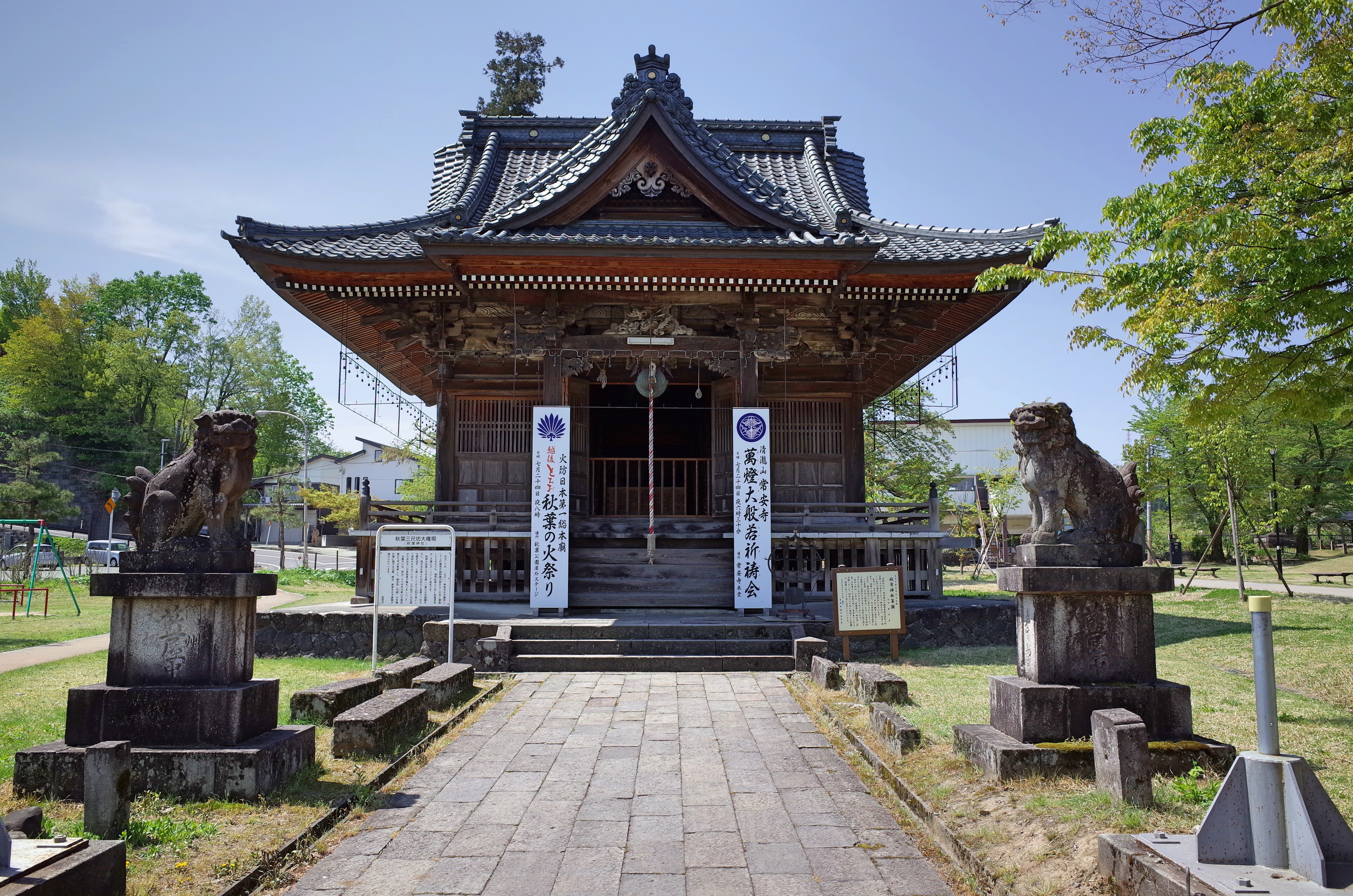
越後栃尾の秋葉三尺坊大権現（新潟県長岡市）

秋葉権現の由来、縁起については文献により諸説あり、吉田俊英はそれらを整理し下記の3つに分類した。
1. 遠州（遠江、現在の静岡県）秋葉山の古来からの土着神、山岳神
2. 同じく秋葉山に伝説を残す三尺坊という修験者の神格化（秋葉三尺坊権現）
3. 1と2の両者が渾然一体となったもの

また、かつて複数の寺社が本山を自称しており、秋葉三尺坊は火伏せ(火防)に効験あらたかであるということから秋葉三尺坊の勧請を希望する寺院が方々から現れ、越後栃尾の秋葉三尺坊大権現の別当、常安寺はこれを許可。これに怒ったもう一方の本山を主張する遠州秋葉寺は訴えを起こし、江戸時代に寺社奉行において裁きが行われ、結果秋葉権現は二大霊山とすることとし、現在では信仰を広めた遠州の秋葉山本宮秋葉神社を『今の根本』、行法成就の地である越後の秋葉三尺坊大権現は『古来の根本』となった。

### 秋葉権現と三尺坊は別の神霊として扱う文献

#### 秋葉事記
「秋葉事記」（原本不明だが伴信友『神名帳考証』（文化10年（1813）成立）に抄録）及び秋里籬島『東海道名所図会』（寛政9年（1797）成立）では
本堂聖観音〔行基作〕、秋葉山大権現〔当山鎮守〕祭神大己貴命〔或曰式内小國神社〕、三尺坊〔秋葉同社ニ祭ル当山ノ護神也〕
と秋葉山大権現を三尺坊とは別の神霊とした上で祭神名を大己貴命と説いている。

#### 遠江古蹟圖會
藤長庚『遠江古蹟圖會』（享和3年（1803）成立）でも
秋葉は祭神大己貴尊（今云ふ大黒天これなり）。すなはち、秋葉大権現と号く。寺を大登山秋葉寺と云ふ。祭神なるゆゑ、この寺より大黒の像を出すもこの謂なり。その後、嵯峨天皇の御宇大同四己丑年、越後国蔵王堂（天台宗）十二坊の内三尺坊に住する僧、この山に来て一万座の護摩を修行し、行法に依りて翼生じ、天狗と成り、永くこの山の守護神となる。すなはち三尺坊と名乗り、白狐に乗りて飛行自在をなす。火の神とならせたまふ。後に火災有りて不動の尊体を顕す。世俗誤りて、秋葉権現は三尺坊と心得たるは間違ひなり。齟齬したる事なり。三尺坊の宮の脇に別に宮有り。
と三尺坊とは異なる大己貴尊としている。

### 秋葉三尺坊大権現として扱う文献

#### 遠州秋葉山本地聖観世音三尺坊略縁起
大登山秋葉寺（しゅうようじ）で作成された「遠州秋葉山本地聖観世音三尺坊略縁起」（享保2年（1717）成立）では秋葉三尺坊大権現と称し秋葉権現は三尺坊であると説く。観音菩薩を本地仏とし、その姿は飯縄権現と同じく白狐に乗り剣と羂索を持った烏天狗の姿で表され、75の眷属を従えると伝えられる。
縁起によれば三尺坊は信州の産で母親は観音を篤く信仰していた。成長して出家すると越後の長岡蔵王権現の十二坊に篭って修行し「三尺坊」の主となる。この時、不動三昧の修行をし、その満座の暁、「烏形両翼にして左右に剣索を持ちたる霊相」が現れ、飛行自在の神通力を得、観音菩薩の化身とされた。更に白狐が現れたため、これに乗り狐の止まったところを安住の地と定め度生利益を専らにせんと誓ったところ秋葉山に止まった。秋葉山へ来たのは大同4年（809）のこととされ、のちに弘仁2年（811）より諸国遊化して衆生利益しつつ霊山を廻り永仁2年（1294）に帰山した。
修験道の霊場としての秋葉山に伝わる山岳信仰と、信州出身の修験者である三尺坊に対する信仰、本尊の聖観音に対する信仰が複合的に合体し、それらの神仏習合の形を秋葉三尺坊大権現として仏教視点でまとめたものが「遠州秋葉山本地聖観世音三尺坊略縁起」である。
歴史学者の田村貞雄は各由緒を比較検討した後、「秋葉事記」を批判し、「～三尺坊略縁起」を支持している。

#### 三大誓願
秋葉三尺坊大権現における三大誓願は、以下の通り。
- 第一我を信ずれば、失火と延焼と一切の火難を逃す。
- 第二我を信ずれば、病苦と災難と一切の苦患を救う。
- 第三我を信ずれば、生業と心願と一切の満足を与う。

#### 真言
オン　ヒラヒラ　ケン　ヒラケンノウ　ソワカ
「ヒラ」とは愛宕山太郎坊の前身とされる日羅の名前を本来の「にちら」ではなく「ひら」と読み変えたものであるとされる。
一方で、坂内龍雄『真言陀羅尼』では、この真言は和製経典である英彦山系修験道経典『灼摩経』の末尾に掲載されているとし、梵文Om hi ra hi ra kham hi ra khamna svahaを「おお、どんどん火よ燃えよ、竃よ、火よ燃えよ、竃に、めでたし」と翻訳し、「オン 一心帰命／ヒ 秀登勢気／ラ 天火地火／ヒ 虚空散煙／ラ 三業の業火妄想より生ずる火／ケン 無等空無得／ヒ 広大無辺／ラ 智火充満／ケン 悉皆消滅／ナウ 諸魔邪鬼便利を得ず／ソワカ 事理成就心願満足」という口伝を紹介している。
また、真言宗醍醐派の寺院の秋葉山本坊・峰本院では、梵文をOm vira vira kham vira kham na svahaとし、真言「オーン・ヴィラ・ヴィラ・クハン・ヴィラ・クハン・ナ・スワーハ」（オーン・塵垢を離れた・塵垢を離れた神よ・虚空の如く・塵垢を離れた神よ・虚空の如き・無そのものよ・成就あれかし）が訛化して、現在音の「オーン・ヴィラ・ヴィラ・ケン・ヴィラ・ケン・ノー・ソワカ」となったとしている。

## 奉仕者・社寺・信仰の流行
江戸時代において遠州秋葉山には禰宜・僧侶（曹洞宗）・修験（当山派）の三者が奉仕していた。別当は曹洞宗僧侶が務めた。秋葉寺はもともと新義真言宗であったが江戸時代から曹洞宗に属した。その発端は徳川家康の命で茂林光幡が可睡斎から派遣され別当を任ぜられたことによる。寛永2年（1625年）蘆月厳秀（ろげつげんしゅう）が住持の時、曹洞宗と修験との間で内部対立が生じ、禅僧は曹洞宗の可睡斎に、修験は当山派修験道の触頭である二諦坊に助力を仰ぎ裁判となった。寺社奉行では光幡の判物を厳秀派が所持していたことにより、厳秀派の勝訴とし、秋葉寺は曹洞宗に帰属し、可睡斎の末寺となった。
貞享2年（1685年）の貞享の秋葉祭り以降、秋葉権現は火難除けの神として広く知られ、全国各地に秋葉講が結成されて、遠州秋葉参りが盛んになった。安永7年（1778年）には後桃園天皇の勅願所となった。

## 秋葉講
江戸時代の庶民にとって遠州秋葉参りの旅費は経済的負担が大きかったので、秋葉講という宗教的な互助組織（講）を結成して講金を積み立て、交代で選出された代参者が代表として遠州秋葉山に参詣し、火防せ・安全を祈願して帰郷した。また、遠州秋葉参りできない人々を考慮して、地元に秋葉権現を勧請した。秋葉講の講社の数は、盛時には全国で3万余を数えるほどあった。

## 神仏分離・廃仏毀釈
慶応4年（1868年）の神仏分離・廃仏毀釈は各地の秋葉権現も対象となった。遠州秋葉山では秋葉権現が神仏いずれかで議論が長引いたが、明治5年、社寺行政を主管する教部省は
「秋葉事記ニ聖観音〔行基作〕秋葉山権現〔当山鎮守〕祭神大己貴命〔或曰式内小國神社〕三尺坊〔秋葉同社ニ祭ル当山ノ護神ナリ〕トアレバ当山ノ鎮守ノ神ト三尺坊ノ霊トハ固ヨリ各別ナルコト明ケシ但シ式内小國神社ハ同郡ニハ有レトモ今宮代村ニアリテ秋葉ノ地トハ自ラ別ナレハ祭神ノ説ハ非ナカラ固ヨリ秋葉ノ主神ハ仏ニ非ル故ニ斯ル説モ起リシナルベシ」
と秋葉権現は三尺坊とは異なる神祇であると判断し、「秋葉大権現之儀慶応三年十二月廿七日神階正一位ヲ被授候事故向後秋葉神社ト称シ可申事」と秋葉神社への改称が妥当とした。
祭神名について教部省は「秋葉事記」の大己貴命説は採用せず、修験の家伝を元に火之迦具土大神と称することが妥当と判断した。全国の秋葉権現を祀る祠堂もこれに準じて神仏判然がなされ、多くが神道の秋葉神社となったと推測されるが、「社寺取調類纂」には明治3年に迦具土神を祭神とする秋葉神社となっている事例も掲載されている。秋葉神社と秋葉寺に分離後の明治6年（1873年）大登山秋葉寺は無住無檀により廃寺となった為、浜松県の指導により三尺坊は可睡斎へ遷座した。

## 秋葉三尺坊大権現を祀る寺院
現在でも秋葉三尺坊大権現として祀る寺院は存在する。
- 秋葉山秋葉寺（静岡県浜松市天竜区）
- 秋葉総本殿可睡斎（静岡県袋井市）
- 秋葉山本坊峰本院（静岡県静岡市清水区）
- 秋葉総本廟常安寺（新潟県長岡市栃尾谷内）
- 秋葉神社（徳島県徳島市丈六町）
- 円通寺 (名古屋市熱田区)